# Сансызбай, Абылай Рысбайулы
Абылай Рысбайулы Сансызбай (каз. Абылай Рысбайұлы Сансызбай; 30 января 1958, Мойынкумский район, Джамбульская область, КазССР, СССР) — казахский учёный в области сельского хозяйства, доктор ветеринарных наук (1993), профессор (1998), член-корреспондент НАН РК (2013). Лауреат премии имени А. И. Бараева за лучшие научные исследования и работы в области аграрной науки.

## Биография
Родился 30 января 1958 года в селе Жамбыл Мойынкумского района Жамбылской области.
В 1980 году окончил с отличием ветеринарный факультет Алматинского зооветеринарного института.
В 1984 году окончил аспирантуру Всесоюзного научно-исследовательского института экспериментальной ветеринарии в г. Москве, в 1985 году защитил кандидатскую диссертацию.
В 1992 году окончил докторантуру ВНИИЭВ г. Москвы, в 1993 году защитил докторскую диссертацию.
С 1994 по 1997 год — заместитель директора по научной работе Казахского научно-исследовательского ветеринарного института, а с 1997 по 2003 годы — директор.
С 2003 по 2004 год — директор РГП «Научно-производственный центр животноводства и ветеринарии».
С 2004 по 2008 год — директор ДГП «Научно-исследовательский ветеринарный институт».
С 2008 по 2010 год — профессор кафедры «ветеринарно-санитарной экспертизы» Казахского национального аграрного университета, советник ректора, директор Инновационного научно-производственного комплекса, проректор по научной и инновационной работе.
С 7 декабря 2010 года был назначен на должность исполняющего обязанности генерального директора НИИПББ и с февраля 2011 года назначен на должность генерального директора вышеуказанного института.
С 2016 года — Депутат Жамбылского областного маслихата, член фракции партии «Нур Отан».

## Научные, литературные труды
Опубликовано 384 научных работ, в том числе 81 охранных документов, из них 69 патентов и предпатентов РК на изобретения. Кроме этого, издал 12 монографий и 5 книги в соавторстве, подготовил 7 докторов, 17 кандидатов наук, 1 доктора философии (PhD) и 4 магистров.
Под его руководством выполнены фундаментальные исследования по мыту, пастереллезу, трихофитии, лимфангиту, стрептококкозу, ринопневмонии и туберкулезу, разработаны инактивированная (субъединичная) вакцина против мыта лошадей и высокоэффективный препарат — «Этобиц» для лечения и химиопрофилактики этой болезни.

## Награды
- Лауреат премии имени А. И. Бараева за лучшие научные исследования и работы в области аграрной науки
- 2004 — обладатель Государственной стипендии для выдающихся ученых Министерства образования и науки Республики Казахстан
- 2005 — Орден Парасат[5]
- 2011 — Медаль «20 лет независимости Республики Казахстан»
- 2013 — нагрудный знак МОН РК «Ғылымды дамытуға сіңірген еңбегі үшін»
- 2013 — нагрудный знак МСХ РК «Ауыл шаруашылығы саласының үздігі»
- 2016 — Медаль «25 лет независимости Республики Казахстан»